# Sputnik (1912)
Sputnik (ros. Спутник) – rosyjski okręt pomocniczy z okresu I wojny światowej. Przejęty przez Kaiserliche Marine 9 kwietnia 1917 roku, przekazany następnie Estonii. W Eesti merejõud służył w okresie międzywojennym jako kanonierka pod nazwami Laene i Laine. W czasie okupacji radzieckiej został przejęty 6 sierpnia 1940 roku przez Marynarkę Wojenną ZSRR. Służbę zakończył 29 października 1953 roku, zaś dwa lata później został zezłomowany.

## Budowa
Jednostka była budowana przez stocznię W:m Crichton & C:o w Sankt Petersburgu. Na początku 1912 roku położono stępkę, a wodowanie odbyło się 28 czerwca (inna podawana data to 24 lipca ). Do służby we Flocie Bałtyckiej weszła oficjalnie 2 sierpnia 1913 roku pod nazwą „Sputnik” (Спутник, pol. "towarzysz podróży"). Stocznia według tych samych planów wybudowała jeszcze jedną jednostkę – zwodowanego 19 lipca „Konwoira” ((ros.) „Конвоир”) .

## Opis konstrukcji

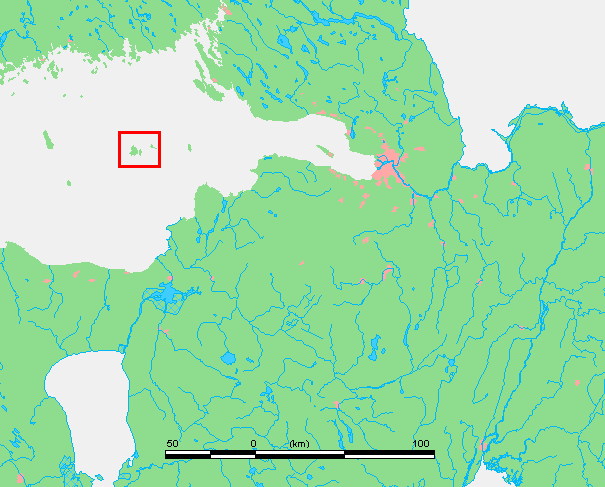
Wyspa Lavansaari w Zatoce Fińskiej.

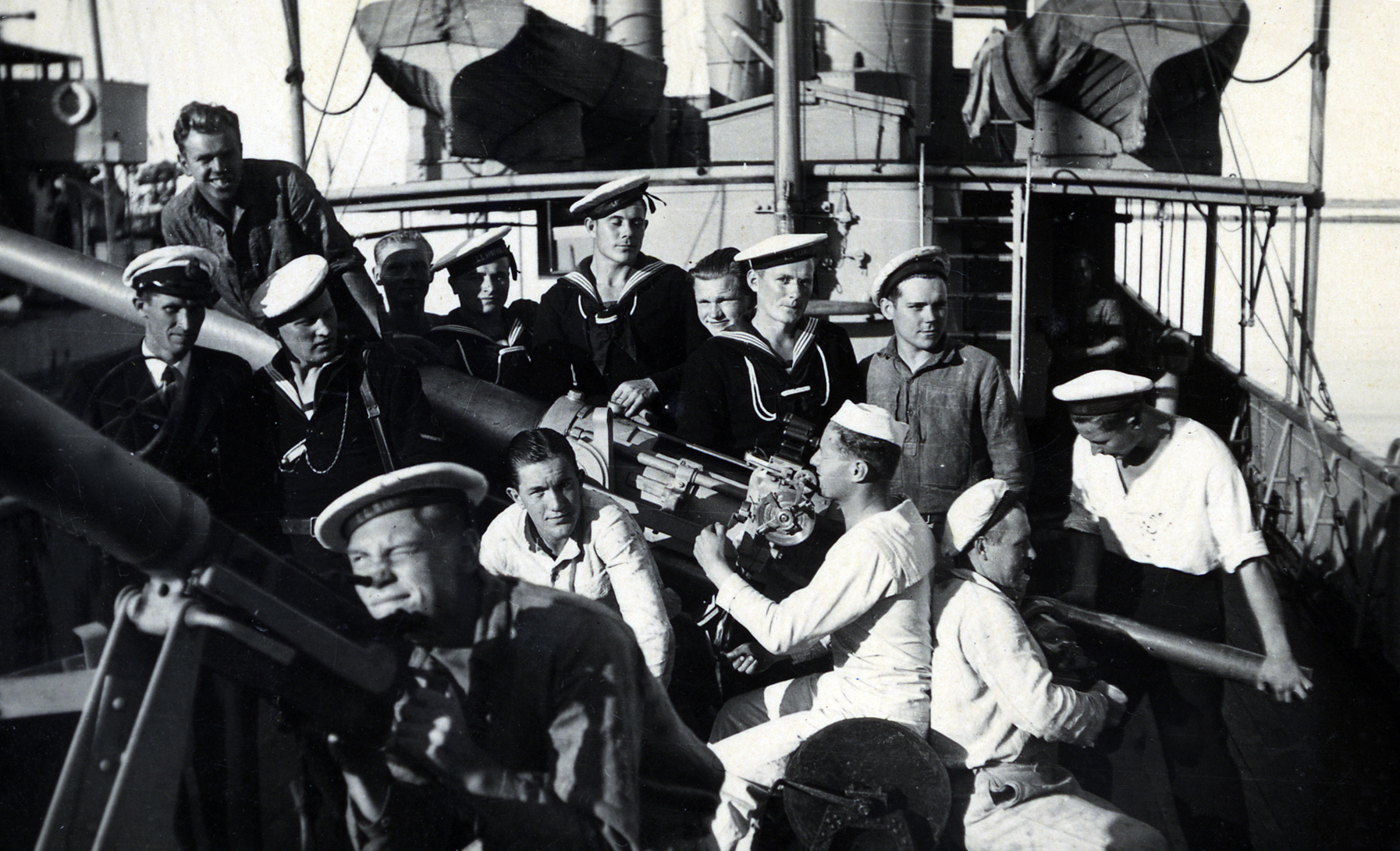
Załoga „Laine” przy głównej armacie okrętu.

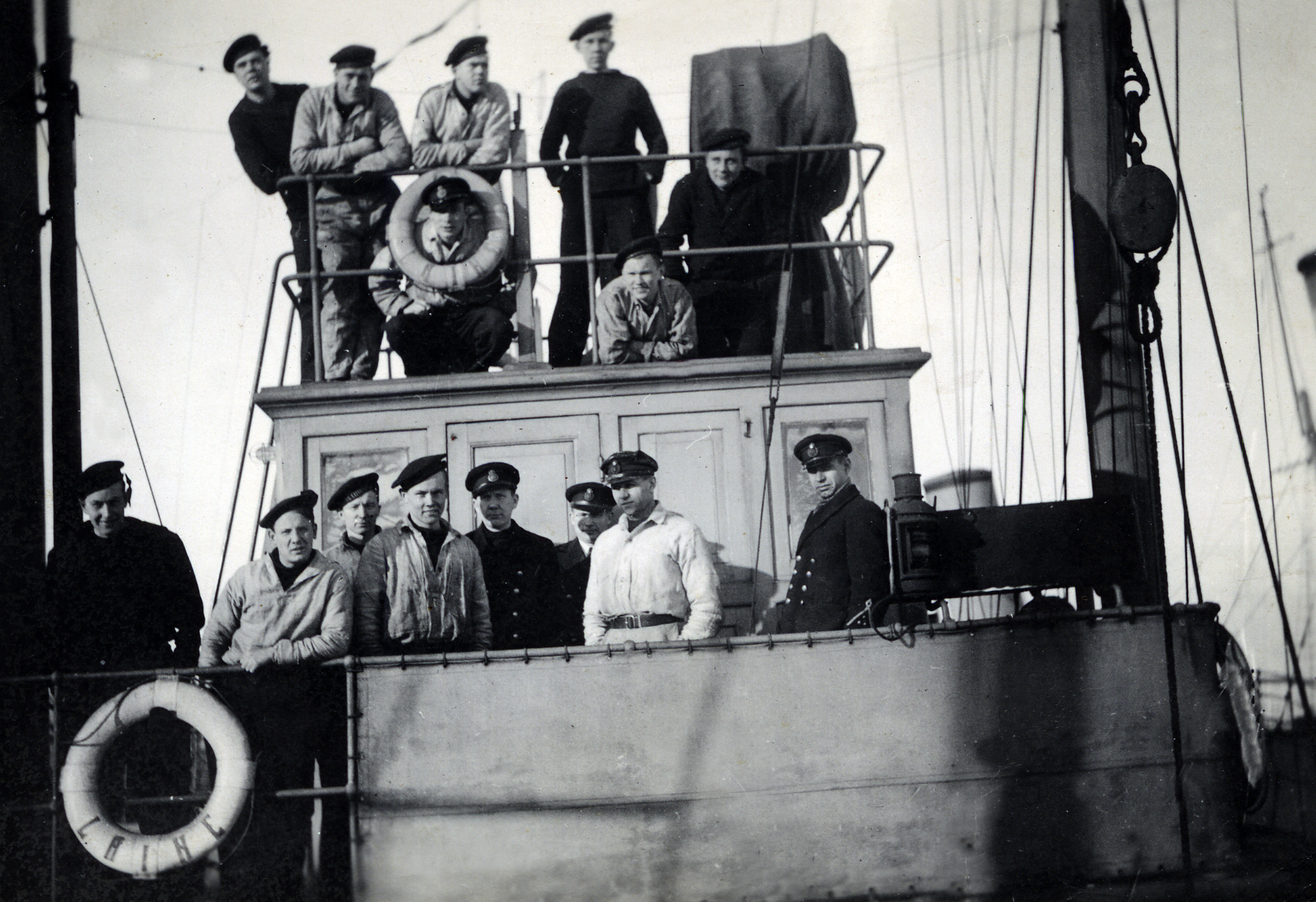
Załoga „Laine”, lata 30.

Wyporność okrętu wynosiła 400 lub 406  ton, w starszej literaturze można też odnaleźć wyporność 211 ton. Jego długość między pionami wynosiła 37,2 metra, zaś całkowita 39,3 metra. Jednostka była szeroka na 6,1 lub 8,8  metra. Średnie zanurzenie okrętu to 2,8 metra (według innych źródeł 1,8 metra ), przy maksymalnym obciążeniu wzrastało do 3,5 metra. 
Okręt napędzany był przez sprzężoną maszynę parową o dwóch cylindrach, z jednym kotłem. Rozwijała ona moc, według różnych źródeł, 350 , 400 lub 500  KM. Okręt mógł rozwinąć 12 węzłów. Zapas 30 (według innych źródeł 80 ) ton węgla pozwalał jednostce na pokonanie 800 mil morskich przy 8 węzłach lub 750 przy 9 węzłach (odpowiednio 950 przy 8 węzłach ).
Początkowe uzbrojenie jednostki składało się z jednego działa kalibru 57 mm, choć jedno ze źródeł wymienia aż cztery działa Hotchkissa: po 2 armaty kalibrów 57 mm L/40 i 37 mm L/20 . Uzbrojenie okrętu podlegało w trakcie służby licznym modyfikacjom.

## Służba

### I wojna światowa
Początkowo zadaniem okrętu była obsługa portu w Kronsztadzie, od 6 marca 1915 roku pełnił zaś funkcje awiza. Przez bolszewików „Sputnik” został przejęty 25 października 1917 roku, a 9 kwietnia 1918 roku zdobyty przez Cesarstwo Niemieckie  – SMS „Möwe” przejął go w okolicy Turku . W Kaiserliche Marine został przemianowany na „Lauterbach” i sklasyfikowany jako tender.

### W marynarce wojennej Estonii
Po podpisaniu rozejmu w Compiègne Niemcy zostali zobligowani do przekazania jednostek zdobytych na Marynarce Wojennej Imperium Rosyjskiego Estończykom. Okręt został przekazany nowym właścicielom jako pierwszy, już 13 (lub 14) listopada 1918 roku . Do Eesti merejõud został jako wcielony już w grudniu jako kanonierka „Laene”. Brał aktywny udział w wojnie estońsko-bolszewickiej operując na wodach Zatoki Fińskiej, wraz z innymi okrętami wspierał desanty piechoty . Gdy 1 listopada 1922 roku została powołana do życia Eesti Piirivalve „Laene” został przekazany do służby w jej batalionie morskim jako holownik lub kuter dozorowy. 
Okręt powrócił do marynarki wojennej w 1924 roku, przy czym jego nazwa została zmieniona na „Laine”. Przeszedł remont połączony z modernizacją w latach 1929–1930. Zamontowano na nim dwa działa 75 mm L/50 Canet oraz dwa karabiny maszynowe o nieznanym kalibrze. W wyniku dodania nowego uzbrojenia etat wzrósł z 23 do 29 załogantów. 
W związku z przybyciem do kraju wybudowanych w Wielkiej Brytanii okrętów podwodnych typu Kalev „Laine” został w sierpniu tego roku przydzielony jako tender tych jednostek. Z funkcji tej został zdjęty pod koniec 1938 roku, gdyż uległ kolizji i został skierowany do remontu. 18 marca 1939 roku powrócił na listę jednostek marynarki wojennej, na której wykazywany był jako kanonierka.

### W marynarce wojennej ZSRR
Estonia została oficjalnie włączona do Związku Socjalistycznych Republik Radzieckich 6 sierpnia 1940 roku. Tego samego dnia „Laine” został wcielony do Marynarki Wojennej ZSRR jako awizo. Nowi właściciele zmienili uzbrojenie okrętu – od tej pory były to dwa działa kalibru 57 mm, dwa działa kalibru 37 mm i jeden karabin maszynowy kalibru 7,62 mm. W nowej konfiguracji okręt obsadzało jedynie 20 załogantów. Od 25 lipca 1941 roku ewidencjonowany jako trałowiec (tralszczik) Nr 49 (w skrócieT-49). Od 28 lipca działał z bazy w Hanko .
Po podjęciu decyzji o ewakuacji półwyspu Hanko, brał udział w wywozie materiałów wojennych z wyspy Bolszoj Tyuters. Akcja miała miejsce 31 października w bardzo trudnych warunkach atmosferycznych, przy wysokim niebezpieczeństwie wynikającym z zaminowania szlaków komunikacyjnych. T-49, dowodzony w tym czasie przez lejtnanta L. Pankratowa, z powodu złej pogody szybko zużył swój zapas węgla i w okolicach wyspy Lavansaari pozostał bez paliwa. Sytuację uratował mechanik K. P. Kozyriew, który zaproponował przeniesienie węgla z zalanych ładowni statku osadzonego na kamieniach w pobliżu wyspy. Wraz z minerem S. Strekalowem i dowódcą maszynowni A. Kliukinem zorganizowali łańcuch, który w ciągu kilku godzin przeniósł wiadrami niezbędną ilość węgla, tak że okręt mógł kontynuować rejs do Kronsztadu . Okręt brał również udział w ewakuacji wyspy Osmussaar .
Gdy 19 grudnia 1941 roku okręt zaklasyfikowany został jako eskortowiec (storożewoj korabl), przywrócono mu nazwę „Laine” („Лайне”), ale już 20 lutego 1942 zmieniono ją na „Gangutiec” („Гангутец”). Kolejny raz zmieniono też uzbrojenie. Artylerię okrętową stanowiło teraz jedno działo kalibru 76 mm i dwa działa kalibru 45 mm, uzupełniono je pięcioma karabinami maszynowymi 12,7 mm.  
Ostatnie już przeklasyfikowanie czekało jednostkę po zakończeniu wojny – 5 listopada 1945 roku „Gangutiec” został jednostką hydrograficzną. Ze służby wycofany został 29 października 1953 lub 3 stycznia 1954 roku . Zezłomowany w latach 1955–1956 w Tallinnie.